# 廣藝基金會
廣藝基金會（英語：Quanta Arts Foundation）成立於2010年1月，由廣達電腦董事長林百里成立。除了負責營運位在桃園市龜山區廣達電腦總部的「廣藝廳」，提供廣達電腦員工一流的表演活動之外，也致力於推廣、促進與提昇華人的表演藝術。2019年，創立表演藝術金創獎。
廣藝基金會第一任執行長為楊忠衡，副執行長徐昭宇。董事會成員包括：朱宗慶、胡乃元、劉岠渭、林懷民、林谷芳、賴聲川。

## 廣藝基金會重要活動
- 2010年8月5日：成立廣藝愛樂管弦樂團，由黃東漢擔任常任指揮。
- 2011年8月：以「廣藝劇場」名稱演出李泰祥經典歌曲音樂劇《美麗的錯誤》。
- 2011年10月起：2011數位表演藝術節

## 廣藝基金會委託創作作品
- 王倩婷：《舞動四季》藍海到雲端─廣達四季風情畫（首演日期：2010年8月5日）
- 王心心 心心南管樂坊《羽》[1][2]（首演日期：2010年8月13日)
- 廣藝劇場 No.1- 李泰祥經典歌曲音樂劇 《美麗的錯誤》（首演日期：2010年12月22日）
- 水面上與水面下劇團 《美麗沈睡者》[3][4]（首演日期：2011年5月6日)
- 巨彥博：為嗩吶、笙與管弦樂團所寫的《華彩》（首演日期：2011年7月17日）
- 洪千惠：管弦樂曲《紅顏》（首演日期：2011年8月3日）
- 冉天豪：管弦樂曲《大稻埕進行曲》（首演日期：2011年8月3日）
- 張惠妮：吉他五重奏《五言詩》（首演日期：2011年8月4日）
- 玫舞擊 《紙境》[5]（首演日期：2011年8月12日）
- 禾劇場《懶惰》[6]（首演日期：2012年5月3日)
- 飛人集社《長大的那一天》（首演日期：2012年8月9日)
- 大開劇團《去火星之前》[7]（首演日期：2017年9月30日)
- 阮劇團《水中之屋》[8]（首演日期：2017年11月11日)
- C MUSICAL 《最美的一天》[9]（首演日期：2019年10月12日)
- 莎士比亞的妹妹們的劇團  《珈琲時光》 交換手札計畫三部曲[10]（首演日期：2018年12月1日)
- 動見体 《病號》[11]（首演日期：2018年4月7日)
- 創作社  《媽媽歌星》[12]（首演日期：2018年6月15日)
- 米拉音像 X 廣藝愛樂《揮灑烈愛》跨界音樂劇場[13]（首演日期：2018年6月27日 (星期三) 19:30 台北／國家音樂廳)
- C MUSICAL懸疑音樂劇 《傾城記》[14]（首演日期：2019年1月11日)
- 製作循環工作室《分手快樂原創音樂劇 Start Over: The Musical》[15]（首演日期：2020年3月7日)

## 外部連結
- 廣藝基金會 （页面存档备份，存于）
- 廣藝基金會-痞客邦 （页面存档备份，存于）
- 廣藝基金會的Instagram帳戶
- 藝文費斯簿的Facebook專頁
- 廣藝愛樂管弦樂團的Facebook專頁
- 廣藝廳 (Quanta Hall)的Facebook專頁
- 廣藝基金會的Facebook專頁
- YouTube上的廣藝基金會頻道